# 8889 Моктартл
8889 Моктартл (8889 Mockturtle) — астероїд головного поясу, відкритий 31 липня 1994 року.
Тіссеранів параметр щодо Юпітера — 3,193.
Названий на честь персонажа Казна-Що-Не-Черепаха (англ. Mock-Turtle) книги Льюїса Керрола Аліса в Країні чудес.